# Saga de Bjarnar Hítdœlakappa
La Saga de Bjarnar Hítdœlakappa (nórdico antiguo: Bjarnar saga Hítdælakappa, es decir Historia de Björn, héroe de los pobladores de Hítardalr) es una de las sagas islandesas. Escrita en nórdico antiguo entre los siglos XIII y XIV, se desarrolla en Islandia. Tiene cierto parecido a la saga de Gunnlaugs ormstungu pero menos completo y posiblemente escrita con anterioridad. La trama trata sobre los escaldos Björn Arngeirsson y Þórðr Kolbeinsson que pelean por el amor de Oddný; aunque la narrativa favorece a Björn, es Þórðr quien vence a su rival y consigue a la joven.
Resalta, sobre otras sagas contemporáneas, por un pasaje que describe a un hombre que posee un grabado en madera que muestra a dos hombres practicando sexo anal:

Þess er nú við getið að hlutur sá fannst í hafnarmarki Þórðar er þvígit vinveittlegra þótti. Það voru karlar tveir og hafði annar hött blán á höfði. Þeir stóðu lútir og horfði annar eftir öðrum. Það þótti illur fundur og mæltu menn að hvorskis hlutur væri góður þeirra er þar stóðu og enn verri er fyrir stóð.

Traducción:

Ahora se menciona que se encontró entre las posesiones de Þórður abandonados en la orilla, un elemento que no era agradable. Había dos hombres, y uno llevaba un sombrero azul en la cabeza. Estaban inclinados uno sobre otro y uno estaba mirando por encima de detrás del otro. Esto se consideró como algo terrible, y todos estaban de acuerdo que ambas partes estaban en una mala posición, pero el que estaba delante era mucho peor.

Jenny Jochens sugiere que el triángulo amoroso Björn, Þórðr y Oddný se centra en la atracción homoerótica de Þórðr hacia un joven Björn y que la rivalidad hacia Oddný queda relegada a un segundo término.